# Chalarus gynocephalus
Chalarus gynocephalus är en tvåvingeart som beskrevs av Jervis 1992. Chalarus gynocephalus ingår i släktet Chalarus och familjen ögonflugor. Arten har ej påträffats i Sverige. Inga underarter finns listade i Catalogue of Life.